# Neuvillette-en-Charnie
Pour les articles homonymes, voir Neuvillette.
Neuvillette-en-Charnie est une commune française, située dans le département de la Sarthe en région Pays de la Loire, peuplée de 302 habitants (les Neuvillettois).
La commune fait partie de la province historique du Maine.

## Géographie
|                                    | Parennes               |                  |
| Torcé-Viviers-en-Charnie (Mayenne) | Neuvillette-en-Charnie | Saint-Symphorien |
|                                    | Chemiré-en-Charnie     |                  |

### Climat
Pour des articles plus généraux, voir Climat des Pays de la Loire et Climat de la Sarthe.
En 2010, le climat de la commune est de type climat océanique altéré, selon une étude du CNRS s'appuyant sur une série de données couvrant la période 1971-2000. En 2020, Météo-France publie une typologie des climats de la France métropolitaine dans laquelle la commune est exposée à un climat océanique et est dans la région climatique  Moyenne vallée de la Loire, caractérisée par une bonne insolation (1 850 h/an) et un été peu pluvieux. 
Pour la période 1971-2000, la température annuelle moyenne est de 10,9 °C, avec une amplitude thermique annuelle de 14,1 °C. Le cumul annuel moyen de précipitations est de 779 mm, avec 12,4 jours de précipitations en janvier et 7 jours en juillet. Pour la période 1991-2020, la température moyenne annuelle observée sur la station météorologique de Météo-France la plus proche, sur la commune de Rouessé-Vassé à 7 km à vol d'oiseau, est de 11,7 °C et le cumul annuel moyen de précipitations est de 806,9 mm,. Pour l'avenir, les paramètres climatiques de la commune estimés pour 2050 selon différents scénarios d'émission de gaz à effet de serre sont consultables sur un site dédié publié par Météo-France en novembre 2022.

## Urbanisme

### Typologie
Au 1er janvier 2024, Neuvillette-en-Charnie est catégorisée commune rurale à habitat très dispersé, selon la nouvelle grille communale de densité à sept niveaux définie par l'Insee en 2022.
Elle est située hors unité urbaine et hors attraction des villes,.

### Occupation des sols
L'occupation des sols de la commune, telle qu'elle ressort de la base de données européenne d’occupation biophysique des sols Corine Land Cover (CLC), est marquée par l'importance des territoires agricoles (97,1 % en 2018), une proportion sensiblement équivalente à celle de 1990 (97 %). La répartition détaillée en 2018 est la suivante : 
prairies (74 %), terres arables (16,5 %), zones agricoles hétérogènes (6,6 %), forêts (2,9 %). L'évolution de l’occupation des sols de la commune et de ses infrastructures peut être observée sur les différentes représentations cartographiques du territoire : la carte de Cassini (XVIIIe siècle), la carte d'état-major (1820-1866) et les cartes ou photos aériennes de l'IGN pour la période actuelle (1950 à aujourd'hui).

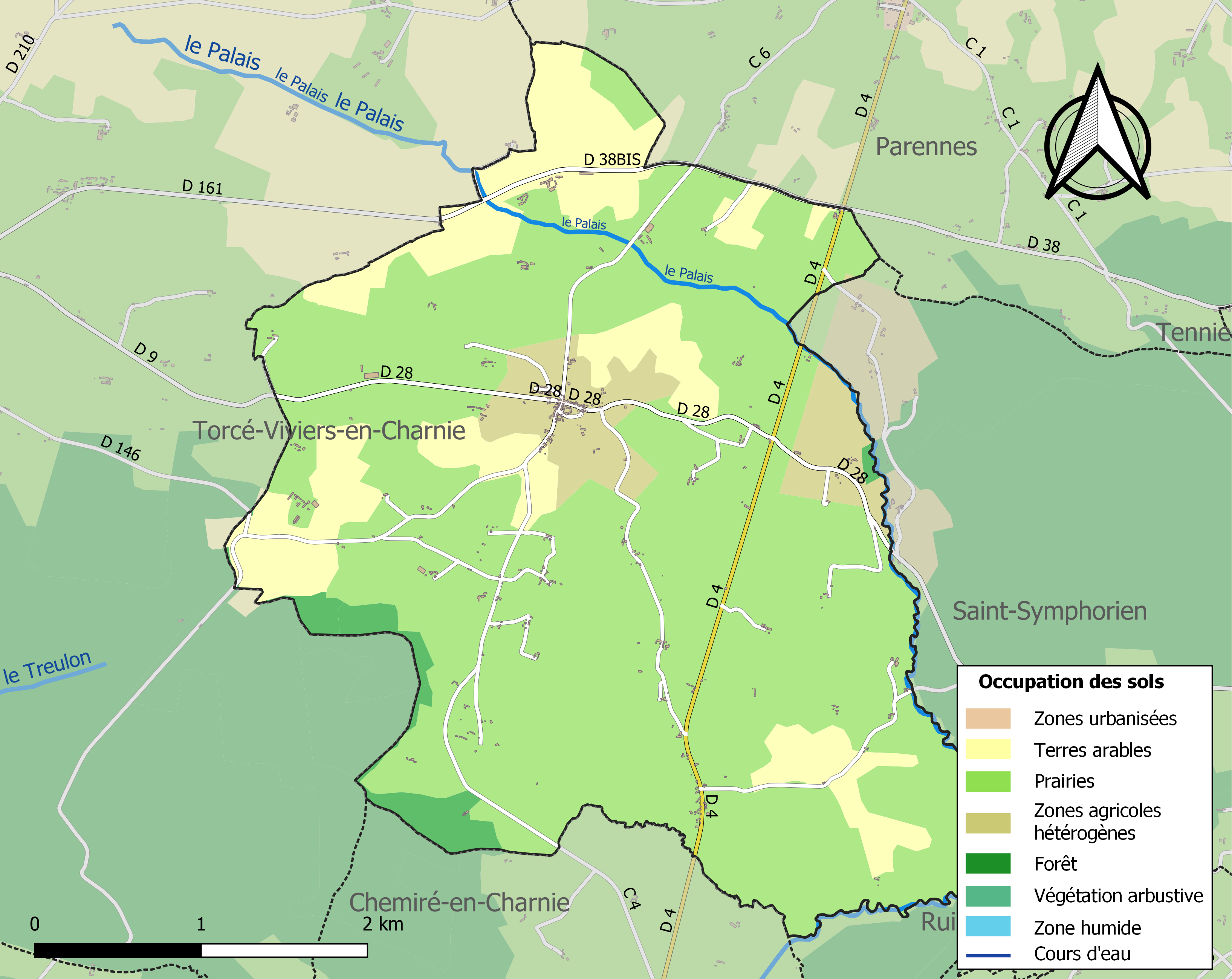
Carte des infrastructures et de l'occupation des sols de la commune en 2018 (CLC).

## Toponymie
Attestée sous la forme Nova vilula en 1125[réf. nécessaire].

## Politique et administration

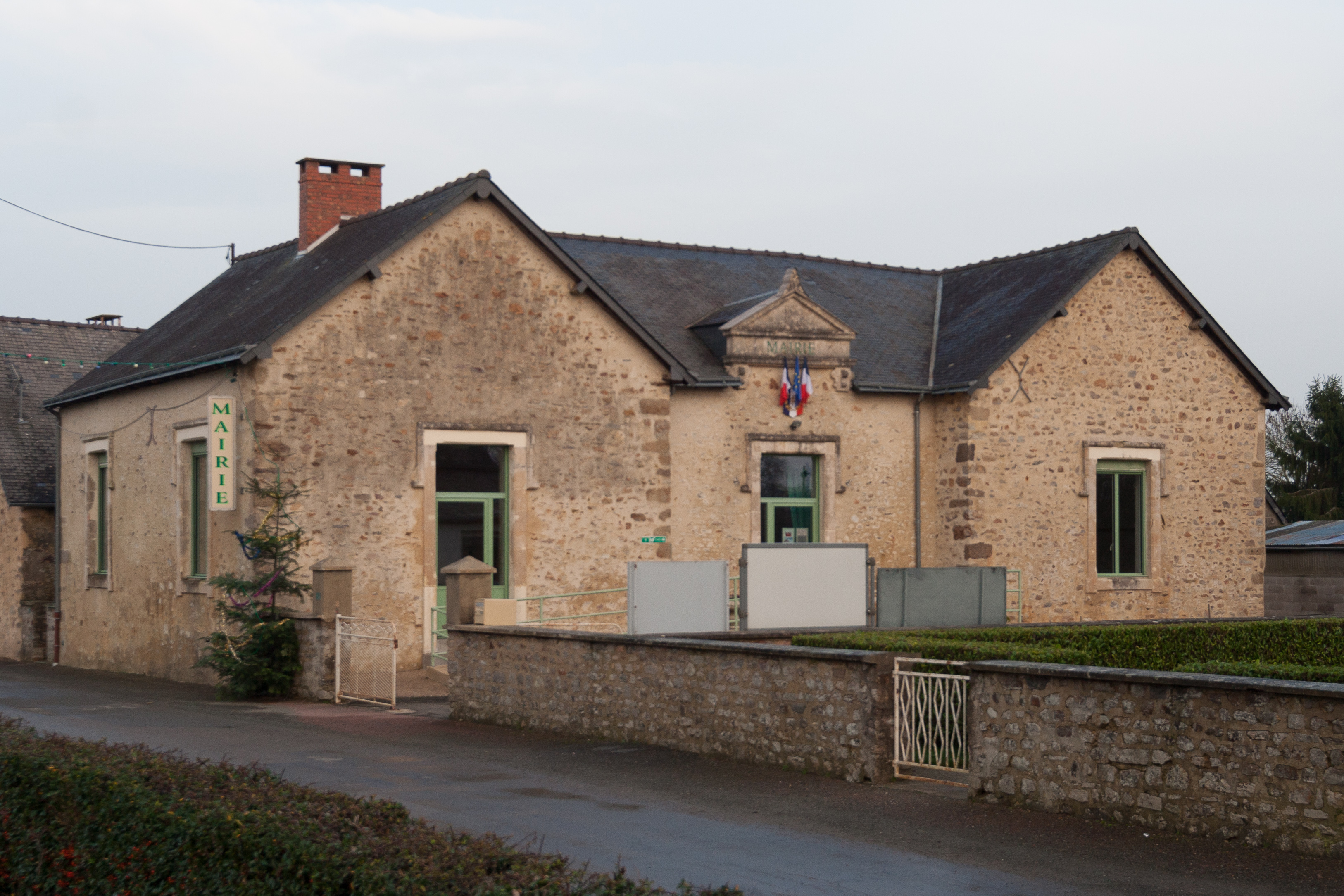
La mairie.

| Période                                  | Période   | Identité           | Étiquette | Qualité     |
| ---------------------------------------- | --------- | ------------------ | --------- | ----------- |
| ?                                        | mars 2001 | Clément Bouvier    |           |             |
| mars 2001                                | mars 2008 | Claude Fourmond    |           |             |
| mars 2008                                | En cours  | Jean-Paul Brochard | SE        | Agriculteur |
| Les données manquantes sont à compléter. |           |                    |           |             |

## Démographie
L'évolution du nombre d'habitants est connue à travers les recensements de la population effectués dans la commune depuis 1793. Pour les communes de moins de 10 000 habitants, une enquête de recensement portant sur toute la population est réalisée tous les cinq ans, les populations de référence des années intermédiaires étant quant à elles estimées par interpolation ou extrapolation. Pour la commune, le premier recensement exhaustif entrant dans le cadre du nouveau dispositif a été réalisé en 2008.
En 2022, la commune comptait 302 habitants, en évolution de +1 % par rapport à 2016 (Sarthe : −0,25 %, France hors Mayotte : +2,11 %).
| 1793 | 1800 | 1806 | 1821 | 1831 | 1836 | 1841  | 1846  | 1851 |
| ---- | ---- | ---- | ---- | ---- | ---- | ----- | ----- | ---- |
| 574  | 835  | 764  | 888  | 901  | 973  | 1 045 | 1 041 | 993  |

| 1856  | 1861  | 1866 | 1872 | 1876 | 1881 | 1886 | 1891 | 1896 |
| ----- | ----- | ---- | ---- | ---- | ---- | ---- | ---- | ---- |
| 1 061 | 1 008 | 935  | 892  | 874  | 815  | 774  | 767  | 740  |

| 1901 | 1906 | 1911 | 1921 | 1926 | 1931 | 1936 | 1946 | 1954 |
| ---- | ---- | ---- | ---- | ---- | ---- | ---- | ---- | ---- |
| 726  | 716  | 696  | 541  | 521  | 524  | 497  | 515  | 413  |

| 1962 | 1968 | 1975 | 1982 | 1990 | 1999 | 2006 | 2008 | 2013 |
| ---- | ---- | ---- | ---- | ---- | ---- | ---- | ---- | ---- |
| 437  | 406  | 281  | 268  | 258  | 213  | 274  | 291  | 307  |

| 2018 | 2022 | - | - | - | - | - | - | - |
| ---- | ---- | - | - | - | - | - | - | - |
| 288  | 302  | - | - | - | - | - | - | - |

## Lieux et monuments

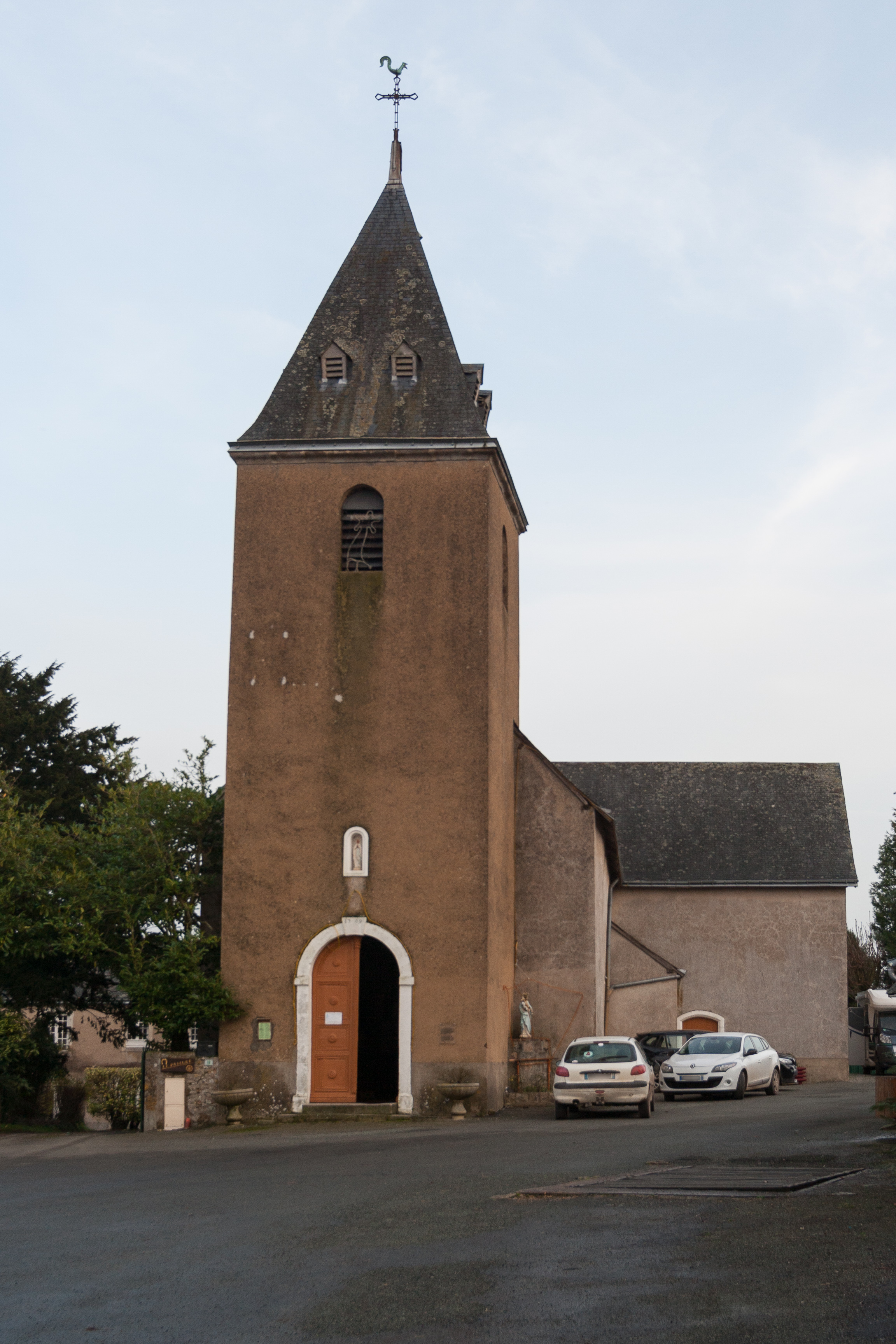
L'église Saint-Gemme.
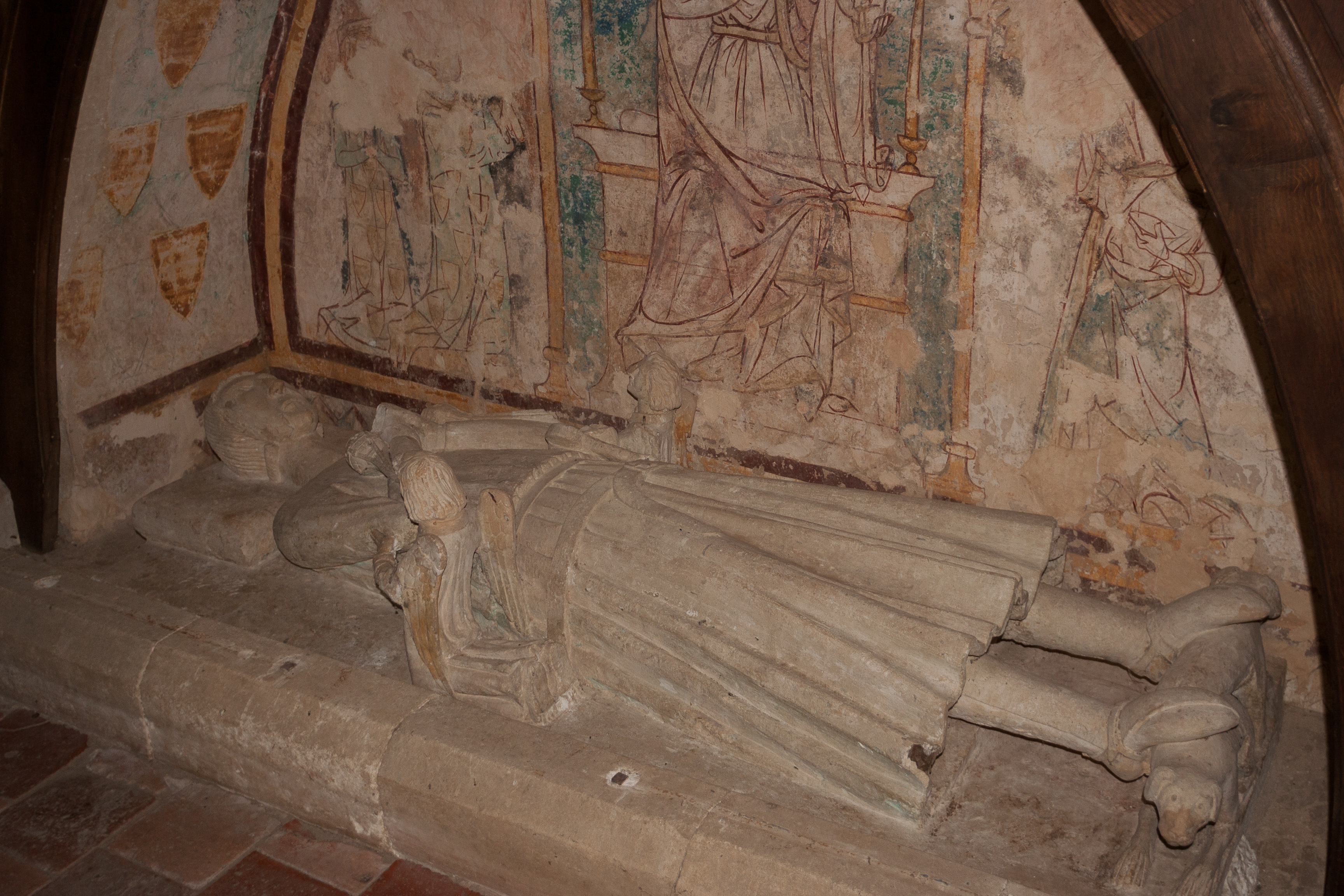
Monument funéraire du XIIIe siècle.
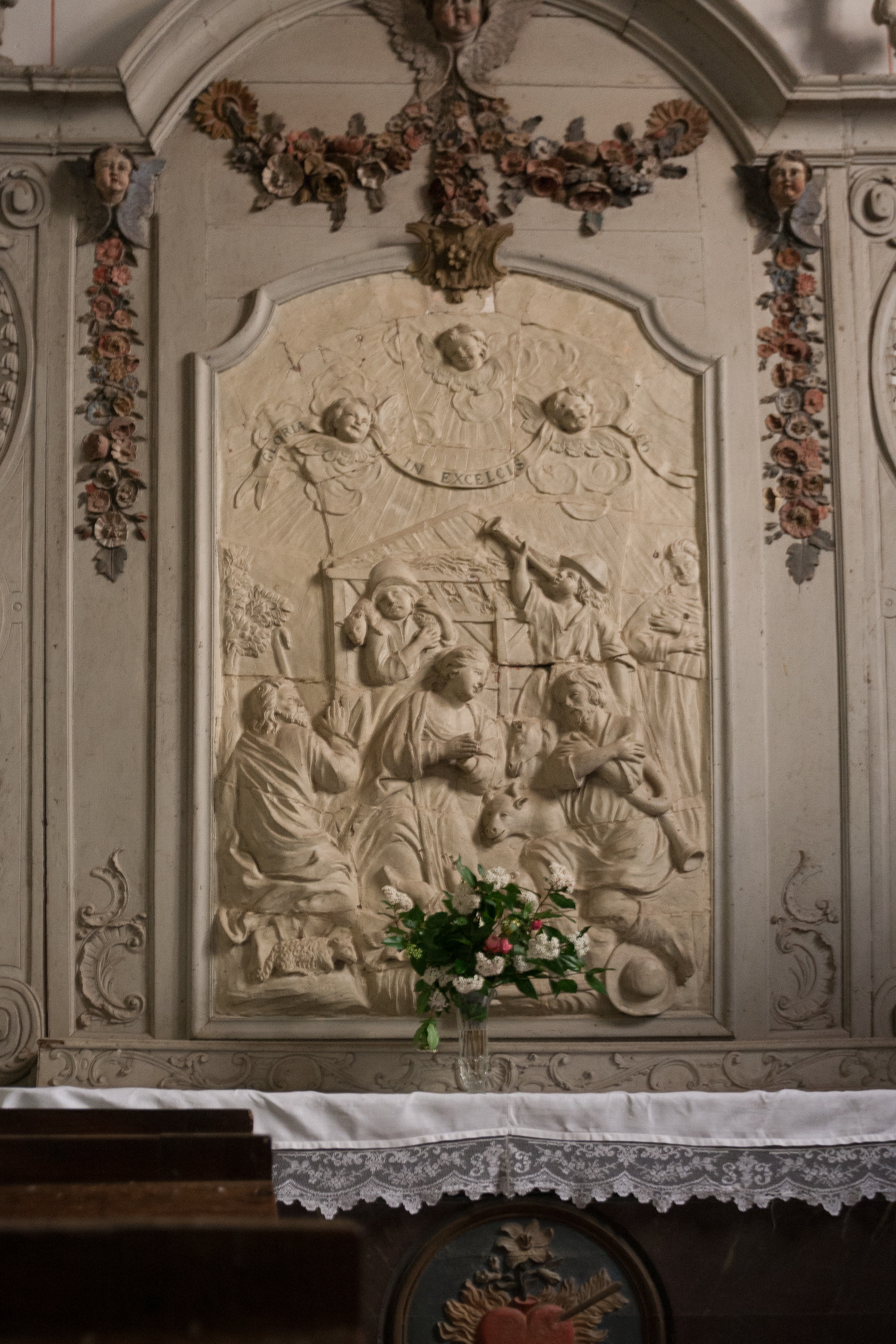
Retable du XVIIIe siècle.

La commune ne compte aucun bâtiment classé ou inscrit monument historique.
L'église Saint-Gemme abrite cependant deux objets classés :
- le monument funéraire d'un seigneur de Chaources datant du XIIIe siècle, classé au titre objet le 7 décembre 1905[18],
- un retable en terre cuite du XVIIIe siècle, classé au titre objet le 15 février 1938[19].

## Personnalités liées
- Tony Chambre, maître potier de 1853 à 1896[20].
- Christophe de Neuvilette, baron de Neuvillette, mort en 1640 au siège d'Arras, mari de Magdeleine Robineau, la cousine de Cyrano de Bergerac, a inspiré Christian dans la pièce d'Edmond Rostand, Cyrano de Bergerac[21].